# Klaas Dekker (burgemeester)
Nicolaas (Klaas) Dekker (Bergen (Noord-Holland), 18 maart 1875 - Alkmaar, 20 maart 1946) was een Nederlandse ambtenaar en burgemeester.
Dekker was behalve gemeentesecretaris ook - van 1914 tot 1934 - burgemeester van de gemeente Obdam. Hij werd begraven in het dorp Obdam.

## Vernoeming
De Burgemeester Dekkerstraat in Obdam is naar hem vernoemd.